# WNSH
WNSH（New York's Country 94.7），是一家位于新泽西州纽瓦克的调频广播电台，主要对纽约都会区播音，由Entercom经营。该台节目在纽约市曼哈顿制作，发射地则位于新泽西州的西奥兰治。该电台主要播放乡村音乐，是纽约地区为数不多的以乡村音乐为主的广播电台。WNSH发射功率为23.5千瓦，可覆盖新泽西州北部、纽约大都市区以及长岛西部。

## 外部連結
- New York's Country 94.7 （页面存档备份，存于）